# Calliostoma barbouri
Calliostoma barbouri är en snäckart som beskrevs av Clench och Carlos Guillermo Aguayo 1946. Calliostoma barbouri ingår i släktet Calliostoma och familjen Calliostomatidae. Inga underarter finns listade i Catalogue of Life.